# 少年法制 (チュニジア)
少年法制 (チュニジア)（しょうねんほうせい（ちゅにじあ））
本稿では、チュニジア共和国における若年犯罪者に関する刑事法制を略説する。

## 歴史
チュニジアの刑事法規は、かつては7歳を分別の境界としていたが、その後刑事成年が15歳と定められ、その後これが18歳に引き上げられた。共和制に移行した後、刑事未成年者が残忍な殺人を犯したことを契機として刑事成年の年齢が16歳に引き下げられたが（1968年）、高官の子が殺人を犯したことを契機としてこれが再度18歳に引き上げられた（1982年6月4日）。
1996年1月11日に施行された児童保護法典によって、要保護児童及び非行のある未成年者に関する処遇が整理された。同法典は、その後も改正を重ねている。

## 現行法制

### 未成年者
刑法典43条1項は、「刑事法規は、満13歳を超え満18歳未満の非行少年に適用することができる」と規定する。また、児童保護法典68条は、「13歳未満の児童は、反証不可能的に刑事法規に違反する能力を持たないと推定され……る」と規定し、同法72条は、「児童の年齢は、加害行為を犯した日をもとに決定される」と規定する。したがって、行為時13歳未満の者は法律上の刑事責任を負うことがなく（刑法典38条1項）、行為時18歳以上の者は刑事成年として取り扱われる（18歳以上の者について、「若年成人」などの特別の類型はない。）。
チュニジアの刑事法には、成人の刑事責任の構造と異なる未成年者独自の刑事責任の構造というものはない。

### 手続
捜査機関が犯罪を捜査して事件を裁判所に付託し、裁判所が裁判をするまでの手続は、被疑者ないし被告人が刑事成年であろうと刑事未成年であろうと、基本的には同一である。ただし、違警罪、軽罪又は重罪の責めを負うべき満13歳から満18歳までの児童は、通常刑事裁判所に付託されず、児童係判事又は児童裁判所の管轄にのみ属する（児童保護法典71条）。
裁判所は、児童保護法典と調和する限りにおいて、刑事訴訟法典の規定に従い予審を請求する（同法典92条1項）。公訴部は、控訴院の部長及び2名の児童の分野の専門家たる助言者で構成される（同法典84条）。
児童係判事は、違警罪又は軽罪の事件について権限を有し、児童の分野の専門家2名に意見書を提出させた後、判決を宣告する（同法典82条）。児童係判事は、自ら又はそのための資格のある者に命じて、真実の解明及び児童の人格の理解並びに再教育及び保護に適した手段に到達すべく、可能な限り迅速に、あらゆる有用な調査を行う（同法典87条1項）。違警罪又は軽罪の事件に係る15歳未満の被告人は、これを仮拘禁することはできない（同法典94条1項）。
児童裁判所は、重罪の事件について権限を有し、裁判官3名（裁判長は原則として控訴院の部長）及び児童の分野の専門家2名で構成される（同法典83条1項）。控訴審として事件を処理する児童裁判所は、裁判官3名（裁判長は原則として破棄院の部長）及び児童の分野の専門家2名で（原審が児童裁判所の場合）、又は控訴院の部長である裁判官1名及び児童の分野の専門家2名で（軽罪の事件で、原審が児童係判事の場合）、構成される（同条2項、3項）。
被害者は、私訴を提起することができる。また、刑事訴訟法典335条の2ないし7は、未成年者側と被害者側との間の調停手続について規定している。調停が成立することによって、起訴、判決及び刑の執行を免れることがある。

### 処遇に関する特則
刑法典43条によれば、満13歳を超え満18歳未満の非行少年について、その受ける刑罰が死刑又は終身禁錮刑であるときは、10年間の禁錮刑をもってこれに代える（2項）。その受ける刑罰が有期禁錮刑であるときは、宣告される刑が5年間を超えないときであっても、これを2分の1に減軽する（3項）。同法典5条所定の付加刑（追放、没収、公職等就任禁止、投票権剥奪など）を科すことはできず、再犯の規定も適用されない（4項）。刑罰の緩和について、加害行為の重大性その他いかなる理由を問わず、例外は存在しない。
児童保護法典79条2項前段は、さらに一歩を進め、「児童係判事又は児童裁判所は、犯された犯行についての一件記録及び児童の人格についての一件記録、これらのものがそれを要求するものと思われるとき、例外的に、15歳を超える児童について、刑事制裁を宣告する」と規定し、15歳未満の児童に刑法典所定の刑を科し得ないこと、15歳を超える児童についても、刑を科すことは例外であることを明らかにしている。また、後述のとおり、児童に対してとり得る処遇の一つに家事係判事への引渡しがあることから、この点で刑事政策と児童福祉とが連続性を有するともいえる。
児童の犯行が証明されたときは、児童係判事又は児童裁判所は、次に掲げる処遇の一を宣告する（同法典99条1項1号ないし5号）。
- 児童を親、後見人、これを保護する者又は信用し得る者に引き渡すこと
- 児童を家事係判事に引き渡すこと
- 児童を公私の教育施設に収容すること
- 児童を資格のある医療センター又は医療教育センターに収容すること
- 児童を再教育センターに収容すること

刑事制裁は、同法典の各条項を考慮しても再教育が必要であることが明らかになったとき、児童に科すことができる（同項6号）。この場合において、再教育は、専門の施設において、それがないときは児童専用の監獄の別棟において行われる（同条2項）。児童に対する処遇は、これが18歳に達する時点を超えることができない（同法典100条）。

## 主要参考文献
- Sassi (B.H.), "LA RESPONSABILITE PENALE DU MINEUR EN DROIT TUNISIEN," Revue Internationale de Droit Pénal, Vol.75/1-2, Ramonville-Saint-Agne: Érès, 2004, pp. 527-533.
- チュニジア実定法の法文検索